# Pleurothallis leucosepala
Pleurothallis leucosepala là một loài thực vật có hoa trong họ Lan. Loài này được Loefgr. miêu tả khoa học đầu tiên năm 1918.